# Paweł Owerłło (1869–1957)
Paweł Owerłło właśc. Paweł Owerło (ur. 15 września 1869 w Warszawie, zm. 27 kwietnia 1957 tamże) – polski aktor teatralny i filmowy, tancerz, reżyser.

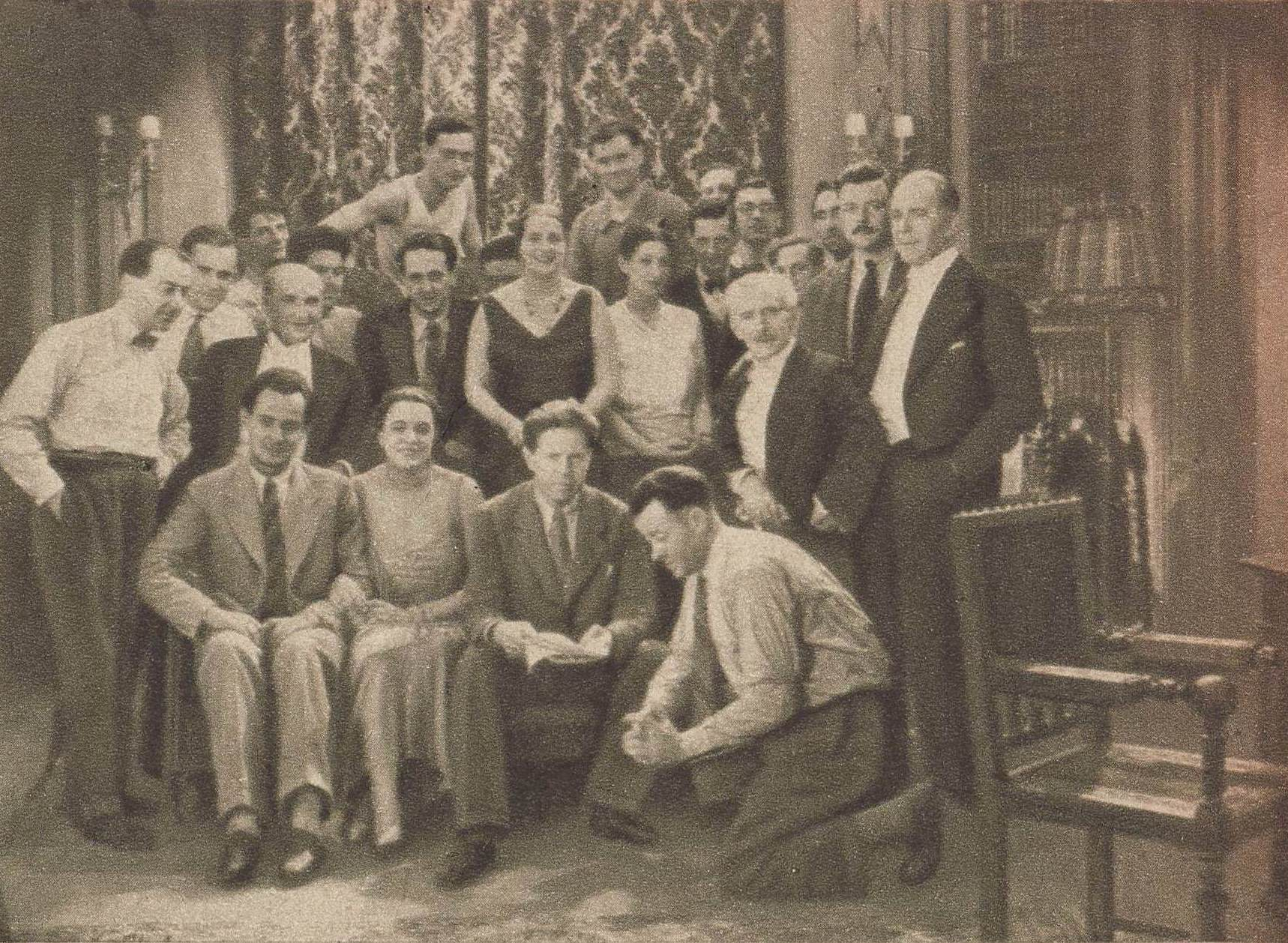
Aktorzy filmu Tajemnica lekarza z 1930, w tym Paweł Owerłło

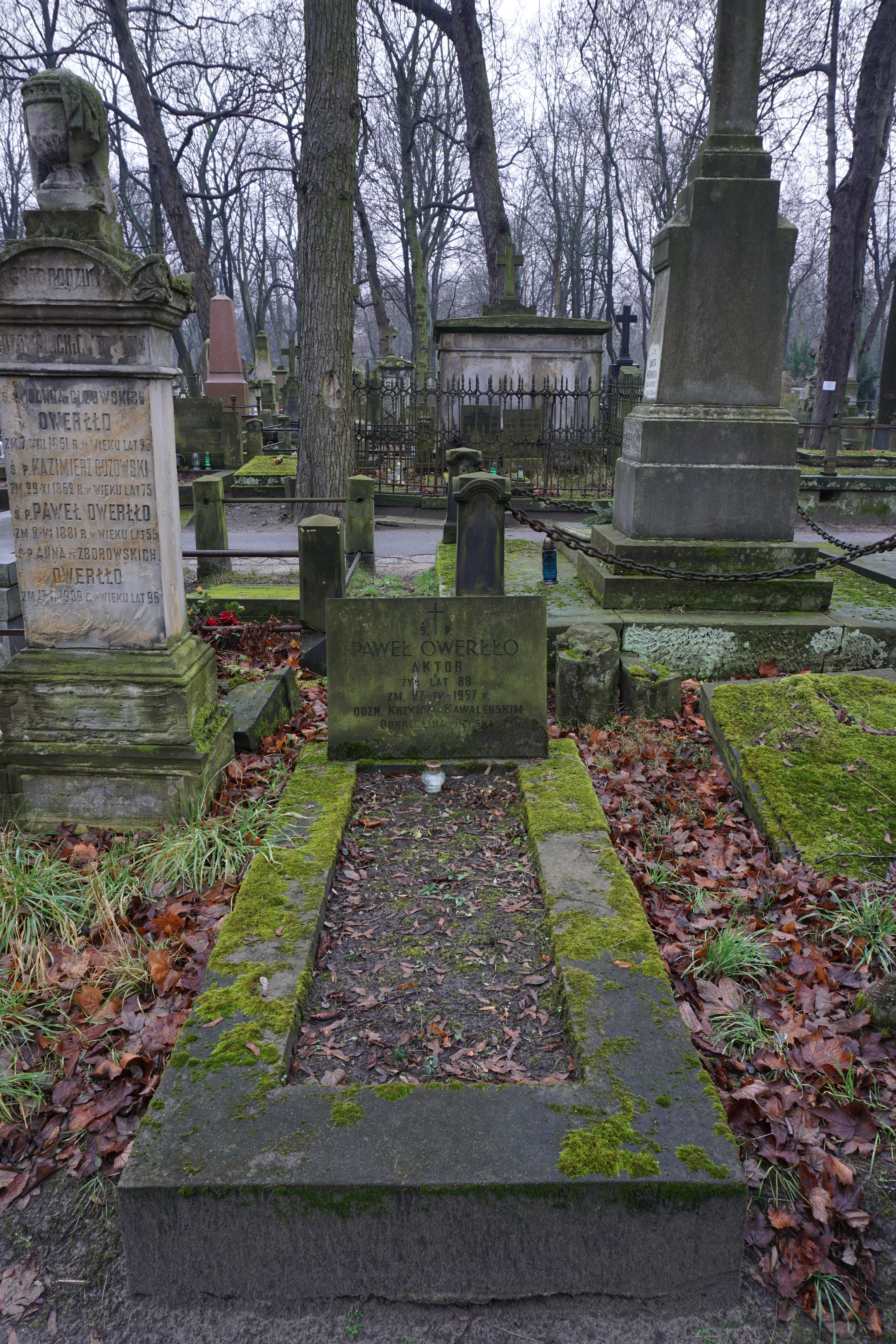
Grób Pawła Owerłło na cmentarzu Powązkowskim

## Życiorys
Był synem tancerza Pawła Owerłło i Anny ze Zborowskich (zm. 1939), bratem Anny, tancerki i Lucjana (zm. 1939), aktora. Od 1882 uczył się tańca w Warszawskiej Szkole Baletowej, a równocześnie gry na skrzypcach w konserwatorium. 5 lipca 1882 wystąpił jako statysta w operze Carmen na scenie Teatru Wielkiego w Warszawie. W latach 1889–1892 był uczniem Klasy Dykcji i Deklamacji przy Warszawskim Towarzystwie Muzycznym. 13 października 1892 zadebiutował na scenie Warszawskich Teatrów Rządowych w roli Roberta de Rochemore w spektaklu Stryj Sam. Tam też występował stale do 1924. Od 1924 był aktorem, reżyserem i tzw. "gospodarzem sceny" Teatru Narodowego w Warszawie. Po II wojnie światowej, w 1945 został zaangażowany do Miejskich Teatrów Dramatycznych w Warszawie.
Był autorem wspomnień pt. Z tamtej strony rampy, Warszawa 1936, II wydanie Kraków 1957.
Został pochowany na cmentarzu Powązkowskim w Warszawie (kwatera 26-5-5).
Od 4 listopada 1904 był żonaty z Wandą z Chęcińskich (ur. 1870).

## Ordery i odznaczenia
- Krzyż Kawalerski Orderu Odrodzenia Polski (7 stycznia 1948)[2]
- Złoty Krzyż Zasługi (11 listopada 1934)[3]

## Filmografia
- 1939/1946 – Czarne diamenty, jako Ratkiewicz, dyrektor Koncernu Węglowego
- 1939 – Kłamstwo Krystyny, jako przyjaciel Maurycego Marleckiego, ojciec Halinki
- 1938 – Druga młodość, jako ojciec Tamary
- 1938 – Moi rodzice rozwodzą się, jako Rudosławski, ojciec Krysi
- 1938 – Profesor Wilczur, jako minister Donat
- 1938 – Za winy niepopełnione, jako Jan Naderski, ojciec Julii
- 1937 – Płomienne serca, jako Kazimierz Porębski, ojciec Wandy
- 1937 – Skłamałam, jako prezes sądu
- 1936 – Jego wielka miłość, jako Grądzki
- 1935 – Rapsodia Bałtyku, jako komandor Zieliński
- 1934 – Co mój mąż robi w nocy?, jako dyrektor „Alhambry”
- 1934 – Czy Lucyna to dziewczyna?, jako Braun, dyrektor w fabryce Bortnowskiego
- 1934 – Kocha, lubi, szanuje, jako dyrektor
- 1934 – Młody las, jako profesor
- 1933 – Dzieje grzechu
- 1933 – Prokurator Alicja Horn, jako prokurator Sądu Okręgowego
- 1933 – Wyrok życia, jako lekarz
- 1932 – Bezimienni bohaterowie, jako szef szajki Goppe
- 1932 – Głos pustyni, jako oficer Legi Cudzoziemskiej
- 1932 – Puszcza, jako Justyn Sas
- 1932 – Rok 1914
- 1932 – Rycerze mroku
- 1930 – Niebezpieczny romans, jako dyrektor banku
- 1930 – Sztabskapitan Gubaniew. Golgota ziemi chełmskiej, jako Grodzicki
- 1930 – Tajemnica lekarza, jako Redding
- 1929 – Kult ciała, jako prezes Zahorski
- 1929 – Pod banderą miłości, jako komandor
- 1928 – Pan Tadeusz, jako Podkomorzy
- 1928 – Tajemnica starego rodu, jako car Mikołaj I
- 1927 – Uśmiech losu, jako przewodniczący sądu
- 1927 – Ziemia obiecana, jako obywatel ziemski Zajączkowski
- 1926 – O czym się nie myśli
- 1926 – Trędowata, jako dorobkiewicz Prątnicki
- 1923 – Niewolnica miłości
- 1923 – Od kobiety do kobiety
- 1922 – Przed sądem
- 1922 – Strzał, jako plenipotent
- 1922 – Tajemnica przystanku tramwajowego, jako członek jury na balu mody
- 1921 – Tamten
- 1920 – Dla ciebie, Polsko, jako Fisch
- 1920 – Nie damy ziemi, skąd nasz ród
- 1920 – Powrót, jako bankier baron Wirski
- 1919 – Ludzie bez jutra, jako prezes teatrów
- 1918 – Carska faworyta, jako ojciec Matyldy
- 1918 – Melodie duszy, jako hrabia X, ojciec Marii i Leny
- 1918 – Złote bagno, jako przemysłowiec Adam Mrozowski
- 1917 – Carat i jego sługi, jako Adam hrabia Mirski
- 1917 – Jego ostatni czyn
- 1912 – Spodnie jaśnie pana